# Юность (стадион, Чернигов)
Стадион «Юность» — футбольный стадион в Чернигове. Стадион является домашней ареной для футбольных клубов «Юность» Чернигов и «Юность-ШВСМ» и принадлежит спортивной молодёжной школе.

## История
Стадион был открыт в 1975 году и располагается на расстоянии 1,5 км от Стадиона имени Юрия Гагарина, 2,5 км — от Чернигов-Арены.
Ряд известных игроков начинали свою футбольную карьеру в молодёжных академиях на этом стадионе, в частности Андрей Ярмоленко Павел Полегенько, Владислав Шаповал, Павел Федосов, Алексей Хобленко и Ника Сичинава.
В 2015 году Андрей Ярмоленко и Сергей Березенко приняли участие в матче в честь открытия нового футбольного поля в составе команды Чернигова..
В 2017 году начались работы по реконструкции нового стадиона. После избрания Владимира Зеленского Президентом Украины этот спортивный объект был включён в программу «Большого строительства» и начат дополнительный этап реконструкции с утеплением самого здания. В общем освоен 51 млн грн., из которых: 44 млн грн. — средства Государственного фонда регионального развития, а 7 млн грн. — средства из местного бюджета. В ходе «Большого строительства», за счёт субвенции для социально-экономического развития отдельных направлений, в 2020 году был проведён капитальный ремонт спортивной школы общей стоимостью 4,1 млн грн. Полностью заменены окна и двери на энергосберегающие, в спортивных залах установлено новое освещение, частично заменён пол, отремонтирован фасад и украшен двумя фресками. На стадионе были обустроены трибуны на 3000 мест, поле для мини-футбола, дорожка для прыжков в длину, обновлены прорезиненые легкоатлетические дорожки. Футбольное поле размером 105×68 м получило искусственное покрытие последнего поколения, установлено электронное табло и крытые стенды. Также были отремонтированы подтрибунные помещения, где расположены медпункт, раздевалки и комнаты арбитров. По другим данным, реконструкция стадиона «Юность» обошлась в 55 млн гривен в 2019 году.
В 2020 году Дмитрий Адехиро создал мурал с изображением Андрея Ярмоленко во время реконструкции здания Юношеской спортивной школы «Юность», рядом со стадионом.
10 декабря 2020 года, ко Всемирному дню футбола, был открыт спортивный комплекс специальной детско-юношеской школы олимпийского резерва по футболу «Юность». На церемонии открытия присутствовали президент Украинской ассоциации футбола Андрей Павелко, Анатолий Демьяненко и председатель Комитета по стратегическому развитию футболу УАФ Олег Протасов. В спортивном комплексе с этого момента обустроен Музей истории футбола Черниговской области, на стендах которого занял заметное место Андрей Ярмоленко.

## Галерея

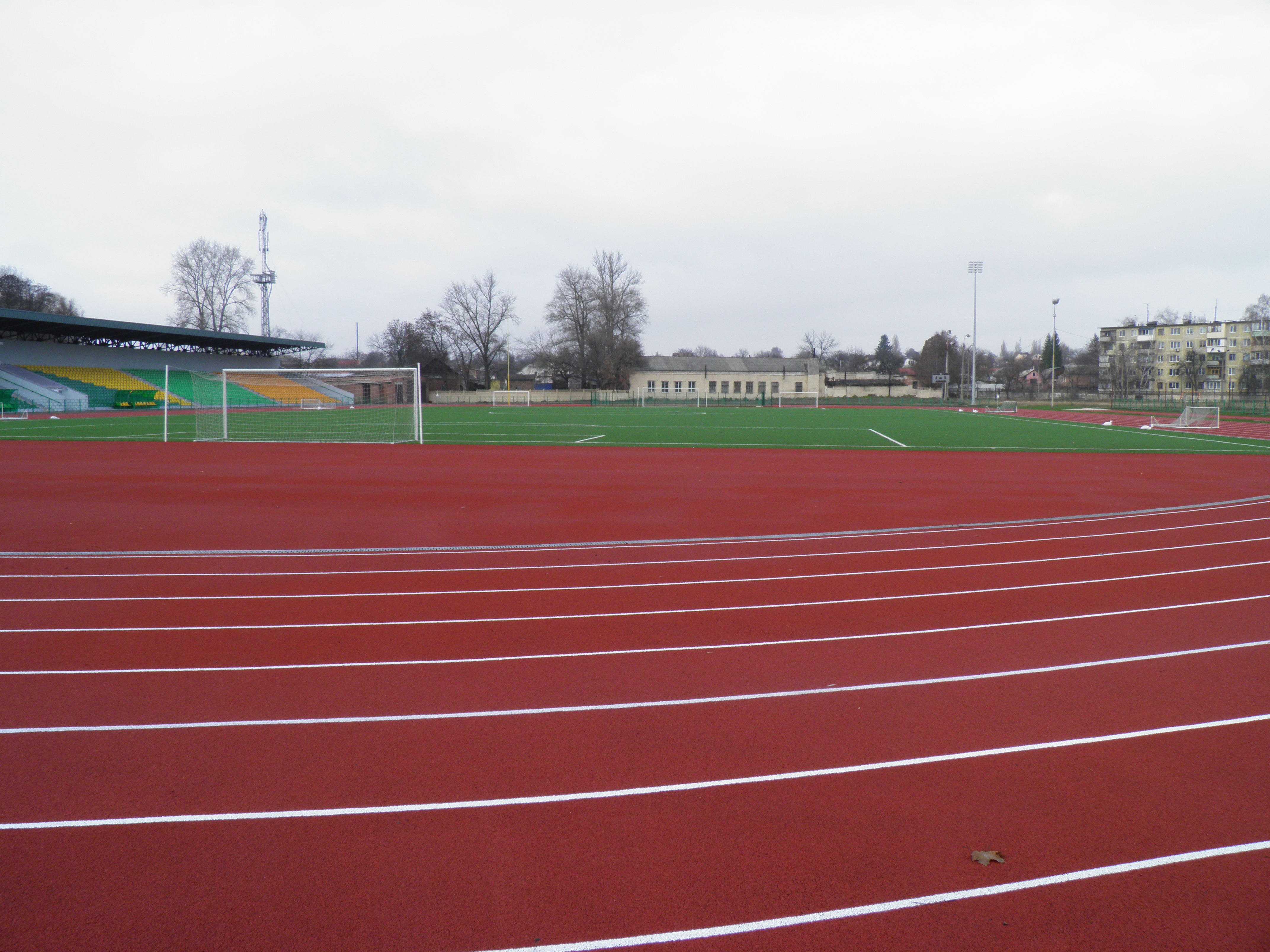
Вид на поле, легкоатлетическую дорожку и трибуны
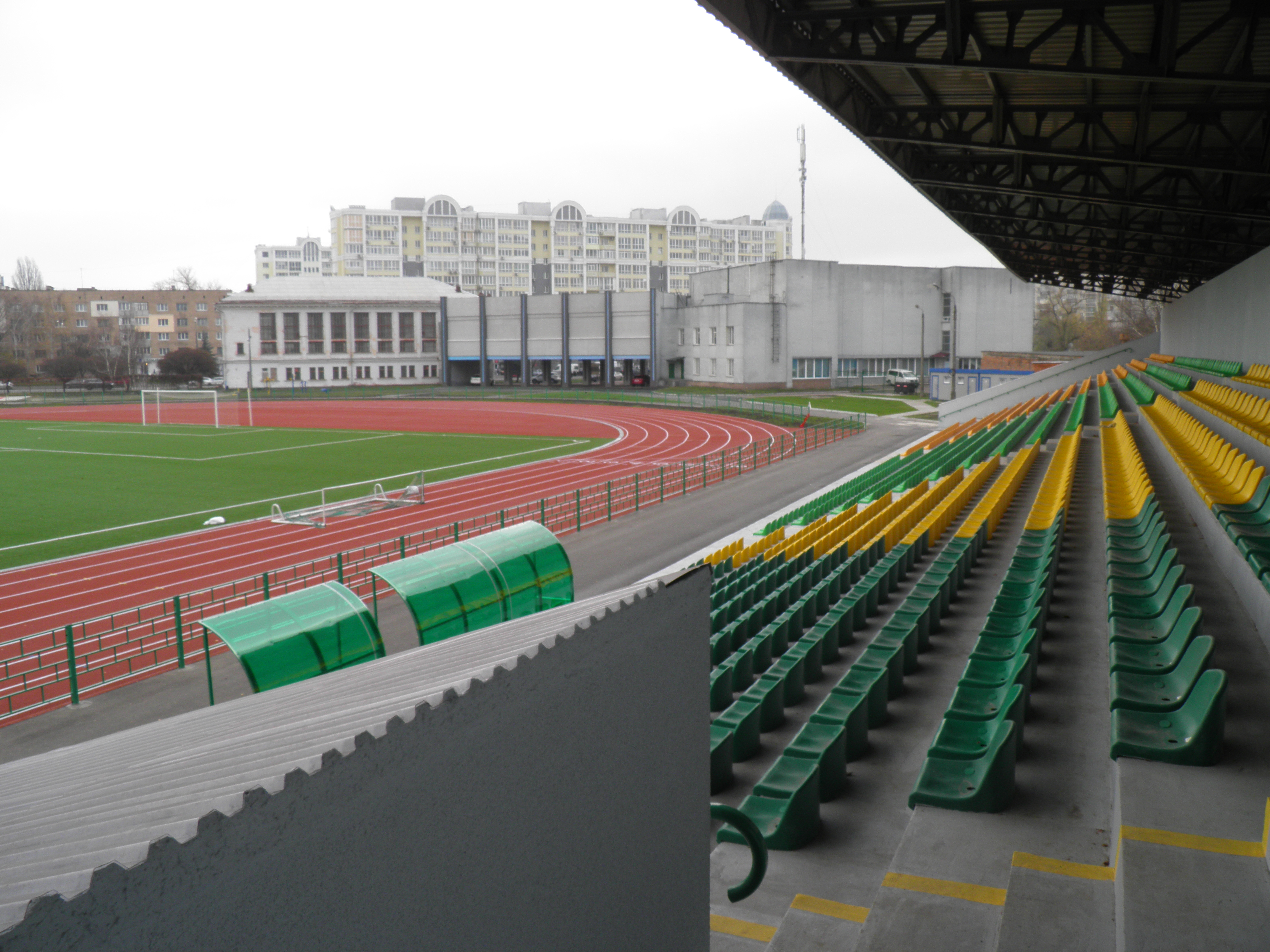
Вид на поле с трибун